# Conocephalus fulmeki
Conocephalus fulmeki is een rechtvleugelig insect uit de familie sabelsprinkhanen (Tettigoniidae). De wetenschappelijke naam van deze soort is voor het eerst geldig gepubliceerd in 1927 door Ebner.